# San Donato in Poggio
San Donato in Poggio è una frazione del comune italiano di Barberino Tavarnelle, nella città metropolitana di Firenze, in Toscana.
Si presenta come un borgo d'impronta medievale, che ancora conserva parte della sua cinta muraria con le due porte di accesso.

## Storia

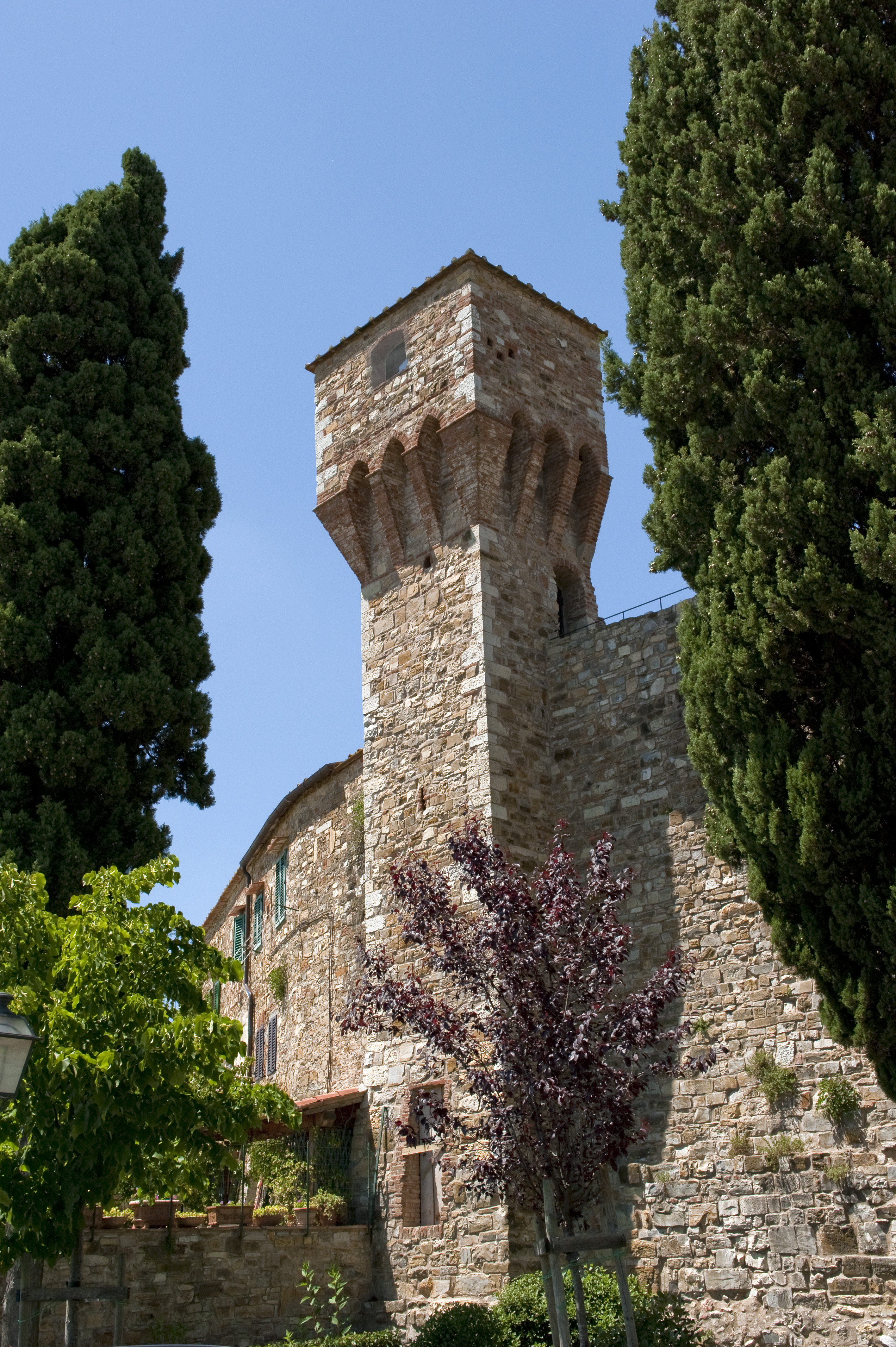
Il Torrino

La prima testimonianza su San Donato si trova in una carta redatta nella Badia a Passignano in cui un tale Teudegrimo nel 989 dona dei beni posti in località Elceto e Sparpagliapula nel piviere di Sancti Donati in loco Pocie.
Altre testimonianze risalgono al 1020 in occasione di un'altra donazione e ad un atto del 19 aprile 1038 quando in loco Poci il marchese Bonifacio IV di Toscana conferma all'abate di san Minato al Monte la chiesa di San Pietro a Ema.
Per quanto riguarda il borgo la prima menzione si trova in un documento del marzo 1090. L'anno seguente metà del borgo venne concessa dall'imperatore Enrico VI al conte Guido da Modigliana della famiglia dei conti Guidi, donazione che nel 1220 venne confermata ai discendenti dall'imperatore Federico II.
Nel 1218 il borgo divenne possesso della repubblica di Firenze. Da allora l'importanza strategica del paese aumentò anche grazie al fatto di essere posto sulla Strada regia romana che collegava Firenze con Siena e Roma: San Donato era l'ultimo borgo (o il primo per chi proveniva da sud) di una certa importanza nel territorio fiorentino e qui i viaggiatori cambiavano la propria valuta, perciò i sandonatini ebbero sempre una certa importanza nell'Arte del Cambio.
Per due volte, nel 1176 e nel 1265, San Donato fu la sede di trattati di pace tra la repubblica di Firenze e la repubblica di Siena. Nel 1260 qui si radunarono e vennero organizzate le truppe fiorentine in vista della Battaglia di Montaperti. Dopo la battaglia, che ebbe esito infausto per i guelfi fiorentini, il borgo e il territorio circostante vennero saccheggiati dai ghibellini. Il trattato del 1265 si svolse l'ultimo sabato di luglio nella pieve di San Donato e vide presenti Oddo da Cerreto e Jacopo Altoviti per la repubblica di Firenze, che firmarono con i loro omologhi senesi una lega di perenne difesa comune tra le due repubbliche. Essa fu però piuttosto effimera.
All'inizio del XIV secolo San Donato divenne il capoluogo della Lega omonima, guidata da un podestà inviato da Firenze. Nel 1313 durante la permanenza dell'imperatore Arrigo VII nel castello di San Casciano, San Donato fu inserito nelle terre considerate ribelli all'impero. Di conseguenza, nonostante fosse già circondato da una cerchia muraria e difeso da una rocca, il borgo venne assediato e preso della truppe imperiali.
Il 23 settembre 1325, giorno della battaglia di Altopascio, diversi cittadini di San Donato vennero fatti prigionieri da Luscio Buti, Saraceno Donati, Francesco Dini e Nuto Nuti, soldati di Castruccio Castracani.
Tra la fine del XIV secolo e la metà del XV le fortune del paese cominciarono a declinare, in quanto i traffici da e per Siena tesero a passare per Tavarnelle e Barberino.
Sciolta nel XVIII secolo la Lega, San Donato divenne parte della comunità di Barberino Val d'Elsa fino al 1893 quando entrò nel comune di Tavarnelle Val di Pesa.
Durante la seconda guerra mondiale il borgo ha subito danni ingenti.

## Monumenti e luoghi d'interesse

### Il borgo

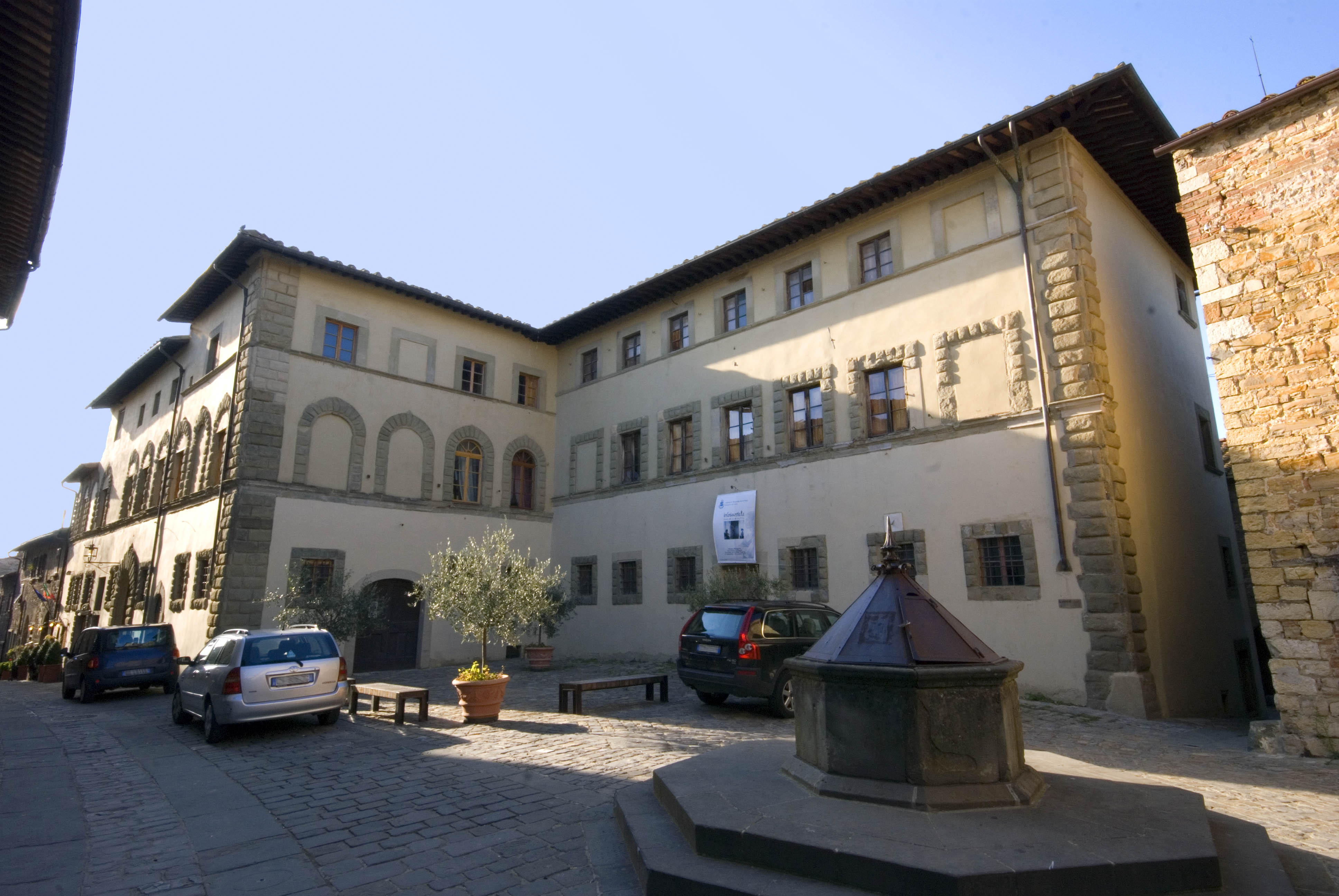
Palazzo Malaspina

Nel borgo, ottimamente conservato e restaurato, sono presenti notevoli testimonianze due-trecentesche.
Il paese di San Donato ha conservato la propria cerchia muraria duecentesca, sul cui fianco occidentale spicca una torre di avvistamento dalla forma molto particolare, denominata Il Torrino. Si può accedere al borgo da nord, attraverso la massiccia Porta Fiorentina, o da sud attraverso la Porta Senese.
Punto centrale del borgo è piazza Malaspina, al cui centro è posto il pozzo di forma ottagonale sotto cui si estende una cisterna; è su questa piazza che si affacciano il bel palazzo Malaspina (ex Palazzo Ticci) di epoca rinascimentale, la chiesa di Santa Maria della Neve (XV secolo) e di fronte il Palazzo Pretorio che all'interno conserva un affresco del XIV secolo raffigurante la Madonna col Bambino e Santi .
Il resto del centro storico presenta una serie di stradine tortuose contornate da testimonianze architettoniche due-trecentesche, quale la casa-torre chiamata Torre campanaria (XII secolo) posta vicino a Porta Fiorentina.

### Nei dintorni
Fuori del borgo si trova la pieve di San Donato in Poggio, un notevole esempio di architettura romanica fiorentina (XII secolo), menzionata in una pergamena del 989. L'esterno è caratterizzato da una regolare muratura a filaretto in alberese. L'interno, a tre navate con tre absidi, conserva tra gli altri un fonte battesimale di Giovanni della Robbia (1513), un trittico attribuito a Giovanni del Biondo (1375), altre tavole trecentesche e all'altare maggiore una Croce dipinta attribuita alla Scuola di Giotto.
Alle porte di San Donato sorge il Santuario di Santa Maria delle Grazie a Pietracupa, costruito negli ultimi anni del cinquecento sul luogo dov'era un miracoloso tabernacolo. Originariamente era una semplice cappella rettangolare, in seguito ampliata e dotata di un portico esterno per ospitare i sempre più numerosi pellegrini venuti a venerare la Madonna. Al suo interno un affresco quattrocentesco di Paolo Schiavo raffigurante una Madonna col Bambino e un dipinto seicentesco attribuito a Domenico Cresti detto Il Passignano.

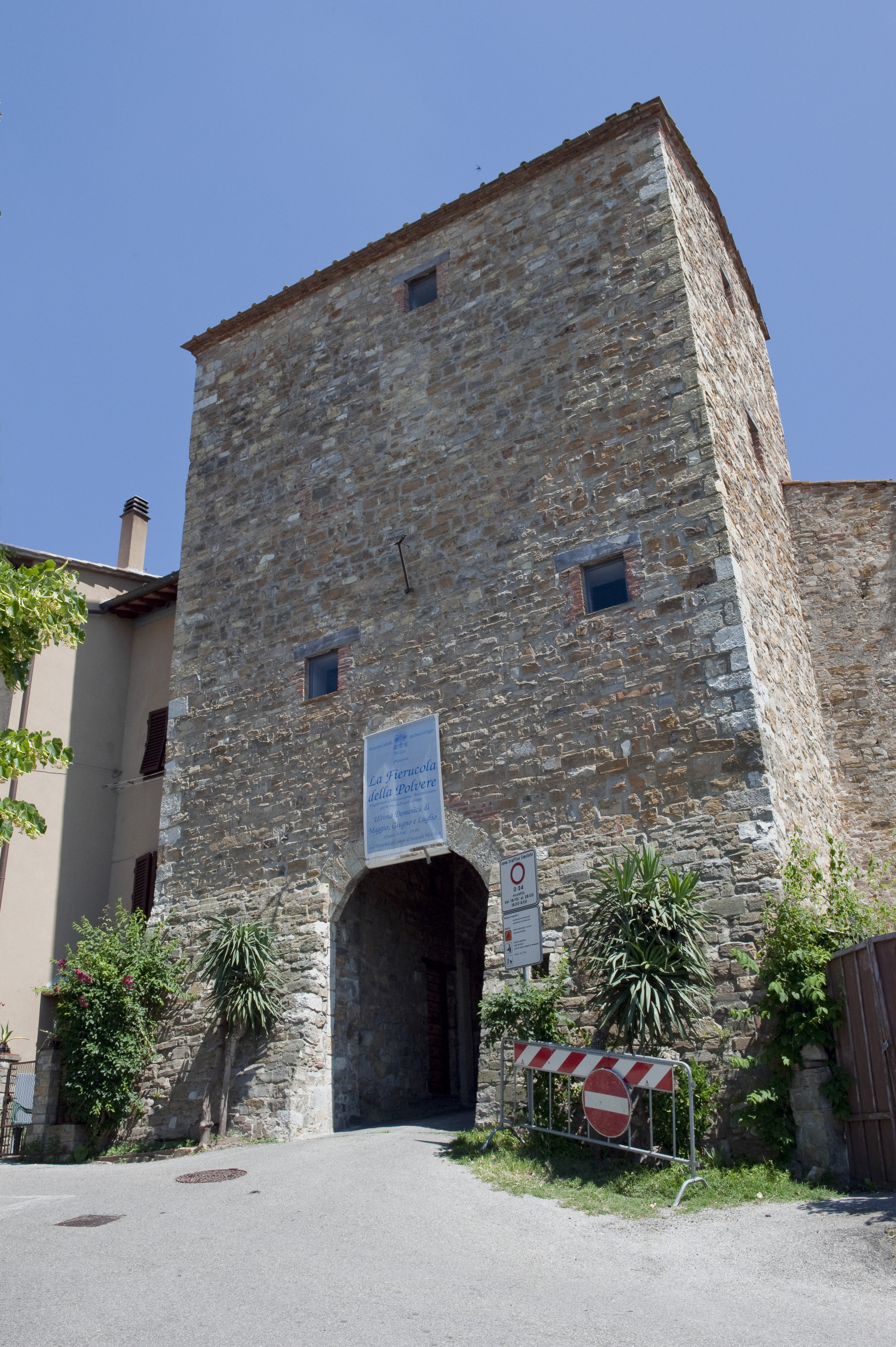
Porta Fiorentina

## Sport
Dal 1962 al 2006 la frazione ha avuto una propria squadra di calcio, l'A.C. San Donato, che ha raggiunto quale maggior successo l'Eccellenza Toscana. Sede delle gare interne era il campo sportivo di via della Pineta.
Nel 2006 il club si è fuso con l'A.C. Libertas di Tavarnelle Val di Pesa, dando origine al San Donato Tavarnelle, che nel 2022 ha raggiunto per la prima volta il calcio professionistico, ottenendo la promozione in Serie C.

## Bibliografia

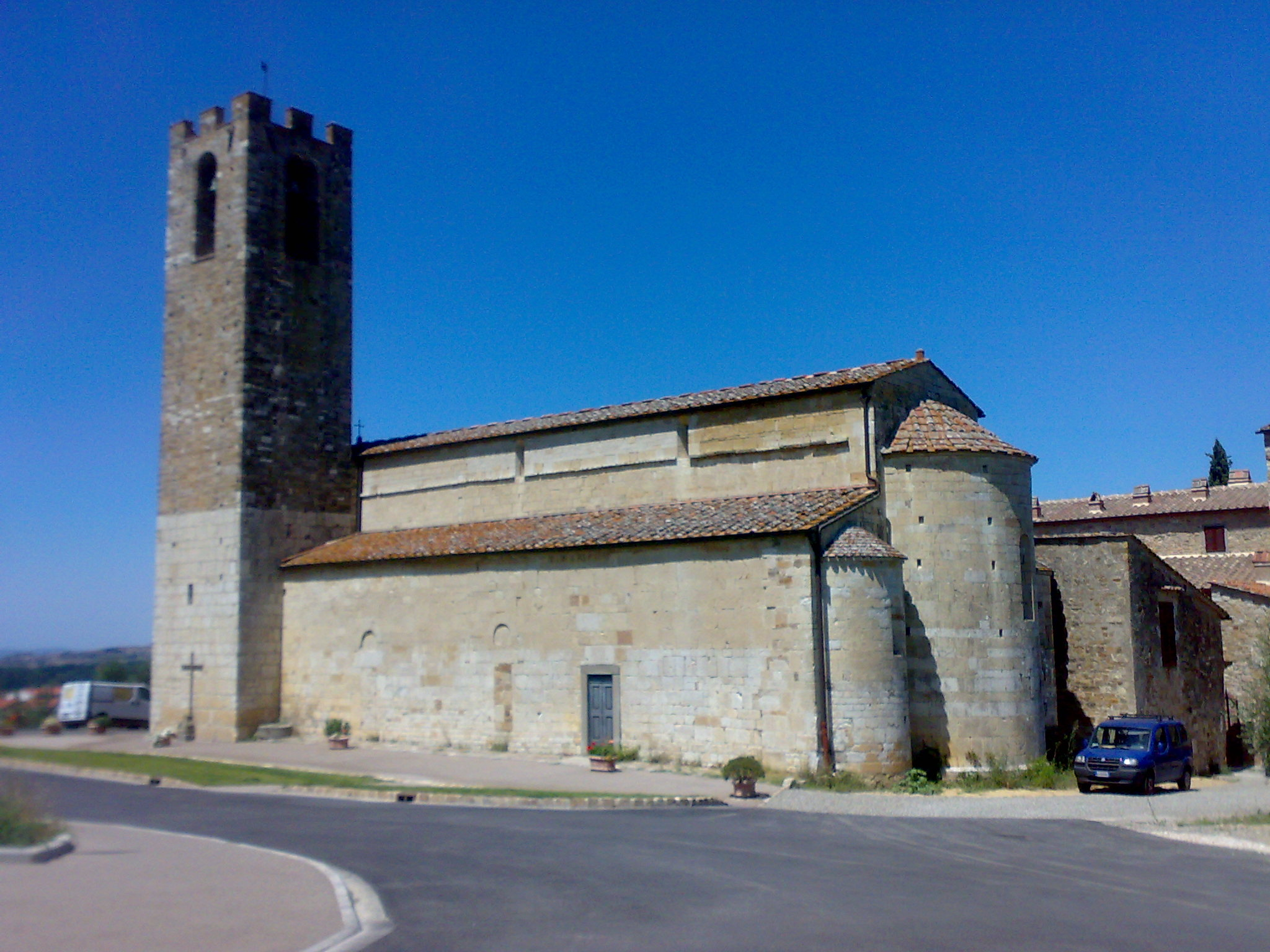
La Pieve di San Donato in Poggio